# Lenie Dijkstra
Lenie Dijkstra (Joure, 3 oktober 1967) is een Nederlands voormalig wielrenster en marathonschaatsster. In 1992 werd ze Nederlands kampioene tijdrijden bij de elite, daarnaast won ze als onderdeel van de nationale selectie liefst vier etappes in de Tour de France voor vrouwen. In 1993 won ze het ONK marathon op natuurijs, verreden in Oostenrijk op de Plansee bij Reutte.

## Wielrennen

### Belangrijkste overwinningen
1990
Veenendaal-Veenendaal
1991
3e etappe Ronde van de Europese Gemeenschap
1992
3e etappe Tour Cycliste Féminin
6e etappe Tour Cycliste Féminin
10e etappe Tour Cycliste Féminin
 Nederlands kampioene tijdrijden, Elite
2000
Egmond-pier-Egmond